# Sokoły (Biała Piska)
Sokoły [sɔˈkɔwɨ] (deutsch Sokollen, 1935–1945 Falkendorf (Ostpr.)) ist ein Dorf in der polnischen Woiwodschaft Ermland-Masuren, das zur Stadt- und Landgemeinde Biała Piska (Bialla, 1938 bis 1945 Gehlenburg) im Powiat Piski (Kreis Johannisburg) gehört.

## Geographische Lage
Sokoły liegt im Südosten der Woiwodschaft Ermland-Masuren, 19 Kilometer südöstlich der Kreisstadt Pisz (Johannisburg). Bis zu einstigen deutsch-polnischen Staatsgrenze waren es nur wenige hundert Meter. Sie wurde an dieser Stelle vom Johannisfluss (polnisch Wincenta) gebildet, die heute als Trennlinie zwischen den Woiwodschaften Ermland-Masuren und Podlachien fungiert.

## Geschichte
Der seinerzeit Sokolowen genannte Ort wurde im Jahre 1428 vom Deutschen Ritterorden als Dienstgut mit 30 Hufen nach Köllmischem Recht gegründet. In den Folgejahren erhielt er Namensformen wie Sokoloffsen, Sokollen – mit Zusätzen wie am Berg, Kirchspiel Kumilsko (1908) bzw. Sokollen K (vor 1935).
Von 1874 bis 1945 war Sokollen in den Amtsbezirk Morgen eingegliedert.
Die Einwohnerzahl Sokollens belief sich im Jahr 1910 auf 128. Sie stieg bis 1933 auf 141 und betrug 1939 bereits 148.
Aufgrund der Bestimmungen des Versailler Vertrags stimmte die Bevölkerung im Abstimmungsgebiet Allenstein, zu dem Sokollen gehörte, am 11. Juli 1920 über die weitere staatliche Zugehörigkeit zu Ostpreußen (und damit zu Deutschland) oder den Anschluss an Polen ab. In Sokollen stimmten 120 Einwohner für den Verbleib bei Ostpreußen, auf Polen entfiel keine Stimme.
Am 1. September 1935 wurde Sokollen aus politisch-ideologischen Beweggründen in „Falkendorf (Ostpr.)“ umbenannt. Zehn Jahre später wurde es in Kriegsfolge mit dem südlichen Ostpreußen an Polen übergeben. Der Ort erhielt zunächst die polnische Bezeichnung „Sokoły Górskie“, später dann – ohne genau den geographischen Gegebenheiten Rechnung zu tragen – den Namen ohne eine Zusatzbezeichnung.
Heute ist Sokoły eine kleine Ortschaft im Verbund der Stadt- und Landgemeinde Biała Piska im Powiat Piski, bis 1998 der Woiwodschaft Suwałki, seitdem der Woiwodschaft Ermland-Masuren zugehörig.

## Religionen
Mit seiner damals überwiegend evangelischen Bevölkerung war Sokollen bis 1945 in das Kirchspiel der Kirche Kumilsko (1938 bis 1945: Morgen, polnisch: Kumielsk) eingepfarrt und gehörte damit zum Kirchenkreis Johannisburg (Pisz) innerhalb der Kirchenprovinz Ostpreußen der Kirche der Altpreußischen Union. Die wenigen katholischen Kirchenglieder waren nach Johannisburg im Bistum Ermland hin orientiert.
Seit 1945 sind die Verhältnisse umgekehrt: die Pfarrkirche der mehrheitlich katholischen Einwohnerschaft Sokołys ist das einst evangelische Gotteshaus in Kumielsk. Sie gehört jetzt zum Dekanat Biała Piska (Bialla, 1938 bis 1945 Gehlenburg) im Bistum Ełk (Lyck) der Katholischen Kirche in Polen. Hier lebende evangelische Kirchenglieder gehören zur Kirchengemeinde Biała Piska, die – hier über einen kleinen nach dem hier einst amtierenden deutschen Pfarrer und Widerstandskämpfer gegen den Nationalsozialismus Karl Heinrich Heldt benannten Gebetsraum verfügend – eine Filialgemeinde der Pfarrei in Pisz in der Diözese Masuren der Evangelisch-Augsburgischen Kirche in Polen ist.

## Verkehr
Sokoły liegt an einer Nebenstraße, die von Biała Piska (an der polnischen Landesstraße 58) über Kowalewo zu dem bereits in der Woiwodschaft Podlachien gelegene Dorf Milewo führt.
Die nächste Bahnstation ist Biała Piska an der Bahnlinie 219 Olsztyn–Ełk (Allenstein–Lyck) der Polnischen Staatsbahn (PKP).